# Стефка Кушлева
Стефка Манолова Кушлева е българска народна певица, композитор, диригент и педагог.

## Биография
Родена е на 16 февруари 1938 г. в Смолян. Майка ѝ Чока Седянкова е дъщеря на певицата и разказвачка Мария Седянкова от с. Гела, от която научава много народни песни, легенди и предания. Баща ѝ Манол Кушлев е бил военен и е свирил добре на гайда. Близки роднини на Стефка Кушлева са и прочутите гайдари Михаил Калфов и Дафо Трендафилов.
Семейство Кушлеви имат пет деца – четири дъщери и един син. Най-голямата от тях е Радка Кушлева (1926 – 1984), първата професионална родопска певица в България. Следват Мария Кушлева (Сейкова) (1933 – 2014), Илия Кушлев (1935 – 2016) и двете близначки – Анка и Стефка.
Стефка Кушлева завършва Музикалното училище в Пловдив през 1957 г. Същата година се омъжва за Петър Николов Братанов, ст. лейтенат в под. 60020 в Смолян.
Завършва с отличие Академията за музикално, танцово и изобразително изкуство по специалностите народно пеене и дирижиране при проф. Асен Диамандиев и заедно със сестра си Анка Кушлева започват преподавателска дейност в АМТИИ.
След завършването на музикалното училище Стефка Кушлева започва дейността си и като диригент. Макар и много млада, тя оглавява самодеен фолклорен състав в Смолян, с който концертира в България и печели много награди от фестивали и състезания. През цялата си певческа кариера със „Сестри Кушлеви“, Стефка Кушлева, заедно със сестра си Анка, обработват и поставят песните от репертоара на състава. През 1971 г. с техни обработки е издадена дългосвирещата плоча „Сестри Кушлеви“ (Балкантон – ВНА 1343). По-късно, след дипломирането си в АМТИИ, тя създава и едни от шедьоврите си – песните „Кунда кучка“, (първоначално озаглавена „Огън гори“ заради тогавашната цензура, поставена и дирижирана за пръв път с щатния хор при АМТИИ) и „Остани сбогом, планино“ (не бива да се бърка с шедьовъра на гайдаря Дафо Трендафилов).
След смъртта на Радка Кушлева, през есента на 1984 г. Стефка Кушлева е назначена за заместник-директор, а през следващата учебна година за директор на Средното музикално училище за народни инструменти и народно пеене в Широка лъка.
Под нейното художествено ръководство представителният ансамбъл на СМУ Широка лъка изнася над 1000 представления в България и чужбина, както самостоятелни, така и съвместни – с АМТИИ Пловдив, Фолклорен ансамбъл „Родопа“ Смолян, Фолклорен ансамбъл „Пирин“, Държавното хореографско училище и др. През 1986 г. тя създава фолклорния мюзикъл „Китка велита, честита“, по сценарий на Радка Братанова и хореография на Йорданка Стоянова, а последният вариант на постановката е оркестриран от Георги Андреев. Песента на Стефка Кушлева „Остани сбогом, планино“ е финал на музикално-танцовата постановка „Родопска сюита“ с музика на Георги Андреев, премиерата на която е през 1992 г. и е излъчена по БНТ.
За повече от 10 години, под ръководството на Стефка Кушлева учат и завършват стотици талантливи певци и инструменталисти. Някои от най-изявените ѝ възпитаници са Георги Андреев – Директор на Фолклорен ансамбъл „Ф. Кутев“, Петьо Кръстев, Директор и диригент на оркестъра на ФА „Пирин“, Цонка Димитрова, Диригент на хора на ФА „Тракия“ Пловдив, Стоян Пауров – композитор и диригент, Нели Андреева, Костадин Атанасов – солист и концертмайстор на оркестъра на ФА „Филип Кутев“, Недялко Недялков – солист на Оркестъра за народна музика при БНР, Ана Мария Трайкова, Румяна Попова, София Янева, солистка на „Мистерията на българските гласове“ и Ева квартет, Стоименка Недялкова, Илияна Найденова и много други.
След кратко боледуване умира на 21 март 2019 г. в София.

### Певческа кариера
Творческият път на Стефка Кушлева е тясно свързан с този на нейните сестри. Още по време на обучението си в музикалното училище Стефка и Анка са привлечени от своята най-голяма сестра Радка в сформирания по това време Ансамбъл за народни песни и танци с ръководител проф. Асен Диамандиев. В продължение на близо две години двете близначки придобиват богат сценичен опит.
В края на 50-те години на ХХ в., по идея на Радка Кушлева се създава вокален квартет „Сестри Кушлеви“, съставен от нея и сестрите ѝ. Всички те се събират в София и започват усилени репетиции. Това е първият вокален състав в България, който изпълнява фолклорни обработки. Репертоарът му включва основно оригинални родопски песни, научени от техния род и от ислямизирани българки от Смолянско, но включва и песни от останалите фолклорни области на България.
Концертната дейност на сестри Кушлеви започва в началото на 60-те години на ХХ в. в групите за народна музика на Гюрга Пинджурова, Атанаска Тодорова, Цвятко Благоев и др, с които изнасят хиляди концерти в България и чужбина.
През 1962 г., заедно с Емил Димитров, Ирина Чмихова и други музиканти и артисти, правят двумесечно турне в СССР. През 1967 г. към квартета се включват двете дъщери на Радка Кушлева Диди и Соня.
През 1971 г. заедно с Емил Димитров, Богдана Карадочева и оркестър „Балкантон“  сестри Кушлеви участват в творчески проект, наречен „Шоу Бюлгар“ – първото в България музикално-сценично шоу, в което се преплитат поп музика и фолклор. Кушлеви откриват представлението със своите акапелни песни, а по-нататък са бекинг-вокали на Емил Димитров и Богдана Карадочева, вкл. на христоматийните „Грозде“ и „Дилмано, дилберо“, майсторски обработени от Митко Щерев. През 1972 г. „Шоу Бюлгар“ правят тримесечно турне в Европа, като най-дълго концертират в Париж, в зала L'Européen (18 представления)  с орк. "Балкантон" с диригент Димитър Ганев и са излъчени по един от каналите на френската телевизия. Някои от най-популярните песни в тези концерти са включени в две дългосвирещи плочи: на Емил Димитров (Балкантон – BTA 1445) и Богдана Карадочева (Балкантон – ВТА 1462).
През 1973 г. Сестри Кушлеви са назначени на щат в Концертна дирекция и продължават с многобройните си турнета в страната и чужбина – Югославия, Румъния, Полша, Унгария, СССР, Чехословакия, Кипър, Ирак, Белгия, Франция и др.

## Някои от най-значимите произведения на Стефка Кушлева
| Заглавие                         | Фолклорна област      | Състав                | Първи издател           | Изпълнител               | Година |
| -------------------------------- | --------------------- | --------------------- | ----------------------- | ------------------------ | ------ |
| Белила Гинка                     | Родопи                | квартет               |                         | Сестри Кушлеви           |        |
| Вечеряй, Радо                    | Родопи                | трио                  | Balkanton ВНА 11431     | Сестри Кушлеви           | 1984   |
| Гюл, трендафил, море             | Шопска (Кюстендилско) | глас и клавир         |                         |                          |        |
| Гюра бели бело платно            | Шопска                | трио                  | Balkanton ВНА 1343      | Сестри Кушлеви           | 1971   |
| Джан Калино                      | Странджа              | женски хор            | Marko's Music MM20091-2 | Фолк Арт                 | 1995   |
| Ела се вие                       | Родопи                | квартет               | Balkanton ВНА 1343      | Сестри Кушлеви           | 1971   |
| Зажени са вольчи син             | Родопи                | квартет               | Balkanton ВНА 1343      | Сестри Кушлеви           | 1971   |
| Залиби момче                     | Северозападна         | трио                  |                         |                          |        |
| Заспала е Стана чичина           | Шопска                | трио                  | Marko's Music MM20091-2 | Фолк Арт                 | 1995   |
| Заспала е Фида                   | Пиринска              | квартет               | Marko's Music MM20091-2 | Фолк Арт                 | 1995   |
| Златко ле                        | Странджа              | женски хор            | Marko's Music MM20091-2 | Фолк Арт                 | 1995   |
| Зора се е зазорила (за квартет)  | Родопи                | квартет               | Balkanton ВНА 1343      | Сестри Кушлеви           | 1971   |
| Зора се е зазорила (за хор)      | Родопи                | женски хор            | БНТ                     | Ансамбъл СМУ Широка лъка | 1993   |
| Изгуби си Жеко булката           | Тракия                | квартет               |                         |                          |        |
| Йове, малка моме                 | Шопска                | квартет               |                         |                          |        |
| Калина Неда (за хор)             | Странджа              | женски хор            | Marko's Music MM20091-2 | Фолк Арт                 | 1995   |
| Карамфилко, билбирко             | Родопи                | глас с оркестър       |                         |                          |        |
| Китка велита, честита            | Родопи                | мюзикъл               | БНТ                     | Ансамбъл СМУ Широка лъка | 1986   |
| Китка ти вием, юначе             | Родопи                | дует                  | БНТ                     | Ансамбъл СМУ Широка лъка | 1986   |
| Кожильо, писан и шерян           | Родопи                | квартет               | Balkanton ВНА 1343      | Сестри Кушлеви           | 1971   |
| Кунда кучка (Огън гори)          | Родопи                | женски хор            | Marko's Music MM20091-2 | Фолк Арт                 | 1995   |
| Личко льо, Станювичкина          | Родопи                | глас и клавир         | Balkanton ВНА 11431     | Сестри Кушлеви           | 1984   |
| Люлки вейки, полюлейки           | Родопи                | квартет               | Balkanton ВНА 1343      | Сестри Кушлеви           | 1971   |
| Не ходи момне ле (за квартет)    | Родопи                | квартет               | Balkanton ВНА 1343      | Сестри Кушлеви           | 1971   |
| Не ходи момне ле (за хор)        | Родопи                | женски хор            | БНТ                     | Ансамбъл СМУ Широка лъка | 1993   |
| Недо, мила черко                 | Шопска                | трио                  |                         |                          |        |
| Огреяла месечинка                | Пиринска              | квартет               | Balkanton ВНА 1343      | Сестри Кушлеви           | 1971   |
| Огреяло ясно слънце              | Шопска                | женски хор            | БНТ                     | Ансамбъл СМУ Широка лъка | 1993   |
| Остани сбогом, планино           | Родопи                | женски хор и оркестър | БНТ                     | Ансамбъл СМУ Широка лъка | 1986   |
| Пийте и яжте, дружино            | Пазарджик             | женски хор            | Marko's Music MM20091-2 | Фолк Арт                 | 1995   |
| Пирине, Пирин планино            | Пиринска              | женски хор            | Marko's Music MM20091-2 | Фолк Арт                 | 1995   |
| Писмо ти е дошло                 | Пиринска              | квартет               | Balkanton ВНА 1343      | Сестри Кушлеви           | 1971   |
| Преминула бела Бека              | Шопска                | глас и клавир         |                         |                          |        |
| Провикна се мома                 | Шопска                | трио                  |                         |                          |        |
| Пропело е петлето                | Шопска                | квартет               | Balkanton ВНА 1343      | Сестри Кушлеви           | 1971   |
| Равна зелена морава              | Тракия                | квартет               | Balkanton ВНА 1343      | Сестри Кушлеви           | 1971   |
| Развивай Добро (за квартет)      | Родопи                | квартет               | Balkanton ВНА 1343      | Сестри Кушлеви           | 1971   |
| Развивай Добро (за хор)          | Родопи                | женски хор            | Marko's Music MM20091-2 | Фолк Арт                 | 1995   |
| Русо, малай моме                 | Родопи                | квартет               | Balkanton ВНА 1343      | Сестри Кушлеви           | 1971   |
| Седе седенкя                     | Шопска (Годечко)      | глас и клавир         |                         |                          |        |
| Сидяла Дона                      | Тракия                | квинтет               | Balkanton ВНА 1343      | Сестри Кушлеви           | 1971   |
| Снощи дойде от София             | Шопска                | женски хор            | Marko's Music MM20091-2 | Фолк Арт                 | 1995   |
| Стани моме                       | Родопи                | женски хор            | БНТ                     | Ансамбъл СМУ Широка лъка | 1986   |
| Стига ми са момнеле навдигай     | Родопи                | квартет               | Орфей 2578              | Сестри Кушлеви           | 1966   |
| Събрали са се момине             | Родопи                | женски хор            | БНТ                     | Ансамбъл СМУ Широка лъка | 1993   |
| Тръгнала мома низ поле (за трио) | Пирин                 | трио                  | Marko's Music MM20091-2 | Фолк Арт                 | 1995   |
| Хайде, Калино, да идем           | Родопи                | квартет               | БНР                     | Сестри Кушлеви           | 1970   |
| Фрипнала е Добра                 | Родопи                | женски хор            | БНТ                     | Ансамбъл СМУ Широка лъка | 1993   |
| Цъфнал е червен трендафил        | Средногорие           | женски хор            | Balkanton ВНА 1343      | Сестри Кушлеви           | 1971   |
| Я дойди, либе Янаки              | Северна               | глас и клавир         |                         |                          |        |
| Яжте и пийте, дружино            | Родопи                | глас и оркестър       |                         |                          |        |

## Галерия
- В студио 5 на НДК при записите на албума Фолк Арт 5
- Стефка Кушлева като ръководител на самодеен състав
- Стефка Кушлева преди представление
- Стефка Кушлева, 1973 г.
- Стефка Кушлева като Директор на СМУ Широка лъка
- Фотосесия за албума Фолк Арт 5 – С песните на Стефка Кушлева
- Стефка Кушлева и Петър Братанов

## Дискография[13][14]

### Като изпълнител
Сестри Кушлеви – Защим ми е мене да живам / Стига ми се, момне ле, надигай (Орфей 2578)
Сестри Кушлеви – Салих е рано подранил / Аман ми рекох, майчинко (Орфей 1912)
Български народни песни (Балкантон BHA159)
Български народни песни (Балкантон BHA160)
Сестри Кушлеви 1971 (Балкантон BHA 1343)
Емил ДИМИТРОВ 1972 (Балкантон BTA 1445)
Коктейл Балкантон 1972 (Балкантон BTA 1405)
25 години „Балкан“ 1973 (Балкантон BTA 1482)
Родопски народни песни 1975 (Балкантон ВНА 1822)
Изпълнения на сестри Кушлеви (Балкантон 2578)
Изпълнения на битови вокални групи (Балкантон BHM 5914)
Сестри КУШЛЕВИ с орк., дир. К. Колев (Балкантон BHK 2584)
Народни танци от България (Балкантон BHA 10441)
Емил ДИМИТРОВ. 20 години с песните на Емил 1980 (Балкантон BTA 10554 – 5)
Сестри Кушлеви. Любими родопски песни 1985 (Балкантон BHA 11430 – 1)
Балкантон представя магията на българския музикален фолклор (Балкантон ВНА 12775)
Магията на родопската песен (2CD) (Stars Records 2006, MK 50962)

### Като автор
Сестри Кушлеви – Стига ми се, момне ле, надигай 1966 (Орфей 2578)
Сестри Кушлеви 1971 (Балкантон BHA 1343)
Родопски народни песни 1975 (Балкантон ВНА 1822)
Изпълнения на битови вокални групи (Балкантон BHM 5914)
Сестри Кушлеви. Любими родопски песни 1985 (Балкантон BHA 11430 – 1)
Folk Art 1 (Унисон Арт, 1992, PA 5 0506 – 1, МК 54881 – 2)
Folk Art 5 – Stefka Kushleva Songs (Marko's Music MM20091-2)
Eva Quartet – Bulgarian Folklore Gifts (Orpheus Music – ORP CD024, Released 2000)
Eva Quartet – Harmonies (Kuker Music – KUKER-KP/R 06, Released 2002)
Eva Quartet & Hector Zazou – The Arch (Elen Music – ELEN01, Released 2012)
Farmers Market – Slav To The Rhythm (Division Records – DIVREC LP021, Norway, Released 2012)
The Name for Top Quality World & Folk Music Vol.6 (ARC Music Germany, Released 1997)
Bardentreffen 2003 (Heartmoon Records, Germany, 2003)
Tanz & Folkfest Rudolstadt 2000 (Heideck – HD 20005, Germany, 2000)
Магията на родопската песен (2CD) (Stars Records 2006, MK 50962)

## Нотни издания
Кушлева А., С. Кушлева (1984) Вокализи на народни певици и певци. Издателство „Музика“, София
Кушлева А., С. Кушлева (1987) Народни песни със съпровод на пиано. Издателство „Музика“, София
Кушлева А., С. Кушлева (1990) Вокални камерни народни ансамбли. Издателство „Музика“, София